# プレック・トアル
プレック・トアル（プレック・トアール、Prek Toal）は、トンレサップの北西の角のトンレサップ生物圏保護区に位置するラムサール条約登録湿地である（2015年10月2日指定）。エコツーリズムやバードウォッチングにおいてよく知られるこの地域は、豊かな生物学的多様性や希少な水鳥がみられ、特に乾季には非常に多い。一帯にはバタグールガメ、シャムワニ、パーカーホ、メコンオオナマズなどの爬虫類と魚類が生息する。
プレック・トアル保護区は水鳥の大繁殖地であり、10月から翌5月にかけて、アジアヘビウ（Anhinga melanogaster）、インドヒメウ（Phalacrocorax fuscicollis）、シロスキハシコウ（Anastomus oscitans）のほか、ホシバシペリカン（Pelecanus philippensis）など多くの水鳥が集団で繁殖する。さらに、絶滅危惧種であるシロトキコウ（Mycteria cinerea）、アジアヒレアシ（Heliopais personatus）やオオハゲコウ（Leptoptilos dubius）など、希少な水鳥の数少ない繁殖地としても知られる。
かつては、それら水鳥の大きな卵や雛が、地元の食品市場のために乱獲され、繁殖地の存続も危ぶまれた。しかし、2001年からの厳重な保全事業により、希少種であったホシバシペリカンのほか、ここで繁殖する水鳥の個体数は増加した。